# CW-complejo
En topología y geometría, un complejo celular o CW-Complejo es un tipo de espacio topológico que en cierta manera se asemeja a una variedad topológica. Son espacios muy utilizados en topología (especialmente en topología algebraica) y en geometría diferencial. Las letras CW significan Closure finite-Weak topology , topología débil de clausura finita. 

## Definición

### Célula
En topología se denomina célula a un espacio topológico {\displaystyle e} que es homeomorfo a algún espacio euclídeo real. Es decir, existirá algún entero no negativo {\displaystyle n\geq 0} de manera que {\displaystyle e\sim \mathbb {R} ^{n}} (donde {\displaystyle \sim } representa la relación “ser homeomorfo a”). En ese caso se dirá que {\displaystyle e} es una {\displaystyle n}-célula, y que la dimensión de {\displaystyle e} es {\displaystyle n} (denotado por {\displaystyle |e|:=dim(e)=n}).

### Descomposición celular
Sea {\displaystyle X} un espacio topológico. Se dice que el par {\displaystyle (X,{\mathcal {E}})} es una descomposición celular de {\displaystyle X} si {\displaystyle {\mathcal {E}}} es una partición de {\displaystyle X} en células, es decir, cada elemento de {\displaystyle {\mathcal {E}}} es una célula, {\displaystyle X} es la unión de todos los elementos de {\displaystyle {\mathcal {E}}} y dos elementos distintos de {\displaystyle {\mathcal {E}}} son disjuntos (si {\displaystyle e_{1},e_{2}\in {\mathcal {E}}} y {\displaystyle e_{1}\neq e_{2}}, entonces {\displaystyle e_{1}\cap e_{2}=\varnothing }).
Todo espacio topológico admite alguna descomposición celular.
Dados un número entero positivo {\displaystyle n} una descomposición celular {\displaystyle (X,{\mathcal {E}})} de {\displaystyle X}, se denomina conjunto de {\displaystyle n}-células a la unión de todas las células de dimensión {\displaystyle n} (es decir, a {\displaystyle \bigcup _{e\in {\mathcal {E}}:|e|=n}e}). Se denomina así mismo {\displaystyle n}-esqueleto al conjunto {\displaystyle X^{n}:=\bigcup _{e\in {\mathcal {E}}:|e|\leq n}e}, es decir, a la unión de los conjuntos de {\displaystyle m}-células, cuando {\displaystyle m\leq n}.
Si existiese algún {\displaystyle n\in \mathbb {Z} ^{+}} de forma que {\displaystyle X=X^{n}}, diremos que {\displaystyle X} tiene dimensión finita. En ese caso, al menor {\displaystyle n\in \mathbb {Z} ^{+}} de forma que {\displaystyle X=X^{n}} se le denomina dimensión de {\displaystyle X} ({\displaystyle n=dim(X)}). En caso contrario (es decir, si {\displaystyle X} no es de dimensión finita) se dice que la dimensión de {\displaystyle X} es infinita ({\displaystyle dim(X)=\infty }). Como antes, en principio esta definición de dimensión no tiene ninguna relación con la definición algebraica de dimensión para espacios vectoriales. Sin embargo, se cumple que si {\displaystyle X} es un espacio euclídeo real o un espacio normado, ambas definiciones son equivalentes.

### Complejos celulares
Sea {\displaystyle (X,{\mathcal {E}})} una descomposición celular. Se dice que {\displaystyle (X,{\mathcal {E}})} es un complejo celular (o un CW-complejo, o un CW-espacio, o un espacio CW, o que {\displaystyle (X,{\mathcal {E}})} es una CW-descomposición de {\displaystyle X}, o que {\displaystyle (X,{\mathcal {E}})} es una descomposición de tipo CW de {\displaystyle X}) si se cumple las siguientes condiciones:
- Axioma M, o condición de la aplicación característica: Para cada célula {\displaystyle e\in {\mathcal {E}}} existe una aplicación continua (denominada aplicación característica para la célula {\displaystyle e}) {\displaystyle \Phi _{e}:{\overline {B}}^{n}\longrightarrow X} de tal forma que {\displaystyle \Phi _{e}|{B^{n}}} es un homeomorfismo entre {\displaystyle B^{n}} y {\displaystyle e}, y {\displaystyle \Phi _{e}(S^{n-1})\subseteq X^{n-1}} (donde aquí {\displaystyle n=dim(e)}, {\displaystyle {\overline {B}}^{n}:=\{x\in \mathbb {R} ^{n}:||x||\leq 1\}}, es decir, {\displaystyle {\overline {B}}^{n}} representa a la bola cerrada de {\displaystyle \mathbb {R} ^{n}} centrada en le origen y de radio 1, {\displaystyle B^{n}:=\{x\in \mathbb {R} ^{n}:||x||<1\}}, es decir, {\displaystyle B^{n}} representa a la bola abierta de {\displaystyle \mathbb {R} ^{n}} centrada en el origen y de radio 1 y {\displaystyle S^{n-1}:=\{x\in \mathbb {R} ^{n}:||x||=1\}} es la esfera de {\displaystyle \mathbb {R} ^{n}} centrada en el origen y de radio 1). A la restricción de {\displaystyle \Phi _{e}} a {\displaystyle S^{n-1}} (esto es a {\displaystyle \phi _{e}:=\Phi _{e}|_{S^{n-1}}}) se la denomina aplicación sujeción para la célula {\displaystyle e}.
- Axioma C, o condición de clausura finita: Dada una célula {\displaystyle e\in {\mathcal {E}}}, su clausura {\displaystyle {\overline {e}}} está contenida en la unión de un número finito de células. Esto es, {\displaystyle {\overline {e}}} tiene intersección no vacía sólo con una cantidad finita de células.
- Axioma W, o condición de topología débil: un conjunto {\displaystyle F\subset X} es cerrado cuando y sólo cuando {\displaystyle F\cap {\overline {e}}} lo es (cerrado) en {\displaystyle {\overline {e}}}, cualquiera que sea la célula {\displaystyle e\in {\mathcal {E}}}.

- Datos: Q189061